# Пирсия
Пи́рсия (лат. Pearcea) — небольшой род семейства Геснериевые (лат. Gesneriaceae), включающий в себя 13 видов многолетних наземных трав. Некоторые виды выращивают как комнатные декоративные растения.

## Этимология названия
Род был назван по имени Ричарда Уильяма Пирса (англ. Richard William Pearce) (~1835—1868), коллекционера, собиравшего в Южной Америке растения для садоводческой фирмы «Вейч и сыновья» (англ. Veitch & Sons).

## Ботаническое описание
Многолетние наземные травы, некоторые со столонами, изредка с чешуйчатым корневищем, часто опушение в виде волосков. Стебли прямостоячие. Листья супротивные, черешковые, яйцевидно-ланцетные, опушённые или волосатые; от зелёных до красно-коричневых; центральная и боковые жилки иногда бывают светлые или красноватые.
Соцветия на цветоножках, редко без, выходят из пазух листьев. Чашелистиков 5, сросшиеся у основания. Венчик, свешивающийся из чашечки, узко- или широковоронковидный, слегка или значительно вздутый, реже кувшинчатый с перехватом у зева, отгиб неправильный, иногда двугубый; снаружи обычно опушённый или волосистый; красный, или с жёлтым основанием и вентральной стороной, реже жёлтый полностью. тычинок 4, длиннее венчика; пыльники сросшиеся в верхней части и по сторонам; есть стаминодии; 5 нектарных желёз, две обычно сросшиеся. Завязь полунижняя, пестик короче венчика, рыльце позже становится двулопастным.
Плод — двустворчатая мясистая коробочка, открывается локулицидно; семена нерегулярно полосатые, множественные, чёрные или коричневые.

## Ареал и местообитание
Обитает в горных лесах, на севере Южной Америки в области Анд.

## Хозяйственное значение и применение
Декоративно-лиственное и красивоцветущее растение для интерьера.

### Агротехника
Посадка. Сажают в субстрат составленный из листовой земли, торфа и песка с добавлением древесного угля и сфагнума. Сажают в широкую невысокую посуду, например цветочную миску. На дне обязательно устраивают дренаж из слоя керамзита или сфагнума.
Уход. Главное условие успешного выращивания — высокая влажность воздуха. Лучше всего себя чувствует в террариуме или теплице. Полив умеренный, регулярный, обязательно избегать застаивания воды в поддоне. Оптимальная температура 20—22°С. Регулярные подкормки в период роста: весной и летом — 1 раз в 2 недели или реже, жидким удобрением для цветущих растений, ½ от дозы, рекомендованной на упаковке. С октября по февраль наступает относительный период покоя, полив надо уменьшить, содержать при 16—17°С.
Размножение. Весной при пересадке делением корневищ; укореняющимися побегами — стеблевыми черенками, семенами.

## Виды
По информации базы данных The Plant List, род включает 16 видов:
- Pearcea abunda (Wiehler) L.P.Kvist & L.E.Skog
- Pearcea bilabiata L.P.Kvist & L.E.Skog
- Pearcea cordata L.P.Kvist & L.E.Skog — Пирсия сердцевидная
- Pearcea glabrata L.P.Kvist & L.E.Skog
- Pearcea gracilis L.P.Kvist & L.E.Skog — Пирсия изящная
- Pearcea grandifolia L.P.Kvist & L.E.Skog
- Pearcea hispidissima (Wiehler) L.P.Kvist & L.E.Skog
- Pearcea hypocyrtiflora (Hook.f.) Regel typus
- Pearcea intermedia L.P.Kvist & L.E.Skog — Пирсия промежуточная
- Pearcea pileifolia J.L.Clark & L.E.Skog
- Pearcea purpurea (Poepp.) L.P.Kvist & L.E.Skog — Пирсия пурпурная
- Pearcea reticulata (Fritsch) L.P.Kvist & L.E.Skog — Пирсия сетчатая
- Pearcea rhodotricha (Cuatrec.) L.P.Kvist & L.E.Skog
- Pearcea schimpfii Mansf.
- Pearcea sprucei (Britton) L.P.Kvist & L.E.Skog
- Pearcea strigosa L.P.Kvist & L.E.Skog